# Йозгюр Йозел
Йозгюр Йозел (на турски: Özgür Özel; роден на 21 септември 1974 г. в Маниса) е турски политик, фармацевт и настоящ председател на Републиканската народна партия, който е лидер на основната опозиция в Турция.
От 2011 г. той е депутат в парламента на Турция от Маниса. От 24 юни 2015 г. до 3 юни 2023 г. ръководи работата на парламентарната група на Републиканската народна партия в Турция. На 3 юни 2023 г. е избран за председател на парламентарната група на Републиканската народна партия от страна на партийната група. 
На 4 ноември 2023 г. на партиен конгрес той побеждава дотогавашния лидер Кемал Кълъчдароглу и с 811 срещу 534 гласа е избран за председател на Републиканската народна партия.

## Личен живот
Йозел е женен и има дете, говори свободно немски и английски.